# بایرامائول
بایرامائول (به لاتین: Bayramaul) یک منطقهٔ مسکونی در روسیه است که در داغستان واقع شده‌است.